# キリン科
キリン科（キリンか）は、哺乳綱鯨偶蹄目鯨反芻亜目反芻下目の科の一つ。現生のものではキリンとオカピの2種の動物のみからなる。
両種とも、分布はアフリカのサハラ以南に限られ、キリンは開けたサバナに、オカピはコンゴの密生した熱帯雨林に、それぞれ分布する。一見すると両種は大きく異なっているが、いくつかの共通点をもつ。どちらの種も、暗色の長い舌、特殊な形をした犬歯、皮膚でおおわれた角（オシコーン(en)）を有している。
キリン科に近縁な動物グループとして、同じ反芻亜目に属する各科があり、ウシ、ヤギ、ヒツジ、レイヨウ類などが含まれる。
化石資料によれば、本科は中新世中期の初めに発生している。

## 分類
- 鯨偶蹄目 CETARTIODACTYLA
  - 核脚亜目 Tylopoda
  - 猪豚亜目 Suina
  - Cetruminantia類 Cetruminantia
    - 反芻亜目 Ruminantia
      - マメジカ下目 Tragulina
        - マメジカ科 Tragulidae

      - 真反芻下目 Pecora
        - ウシ科 Bovidae
        - ジャコウジカ科 Moschidae
        - シカ科 Cervidae
        - キリン上科 Giraffoidea
          - プロングホーン科 Antilocapridae
          - †Climacoceratidae 科
            - †Climacoceras 属

          - キリン科 Giraffidae
            - †Bohlinia 属
            - キリン属 Giraffa
              - キリン G. camelopardalis

            - †ギラッフォケリクス属 Giraffokeryx
            - †Helladotherium 属
            - オカピ属 Okapia
              - オカピ O. johnstoni

            - †Paleotragus 属
            - †シバテリウム属 Sivatherium
            - †Samotherium 属
            - †他属多数

    - 鯨河馬形類 Whippomorpha
      - カバ科 Hippopotamidae
      - クジラ亜目 (クジラ類) Cetacea

## ギャラリー

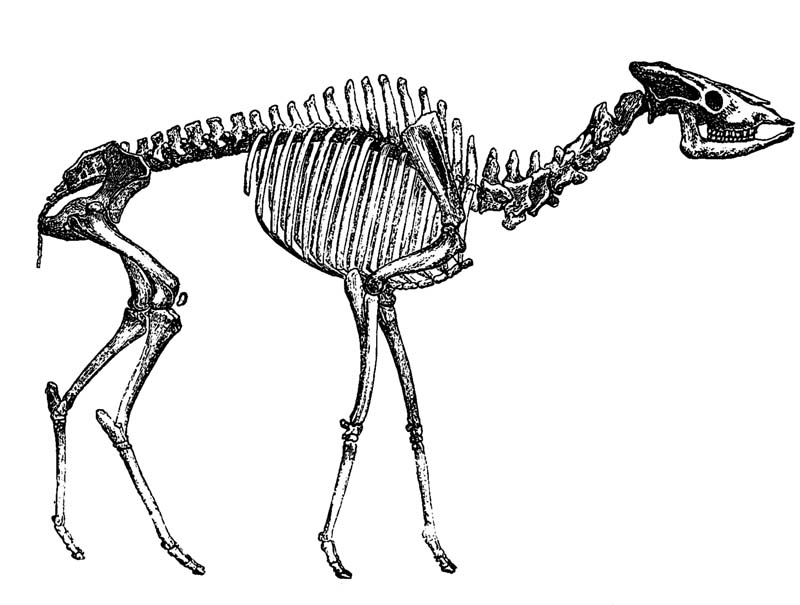
Helladotheriumの骨格（絶滅）
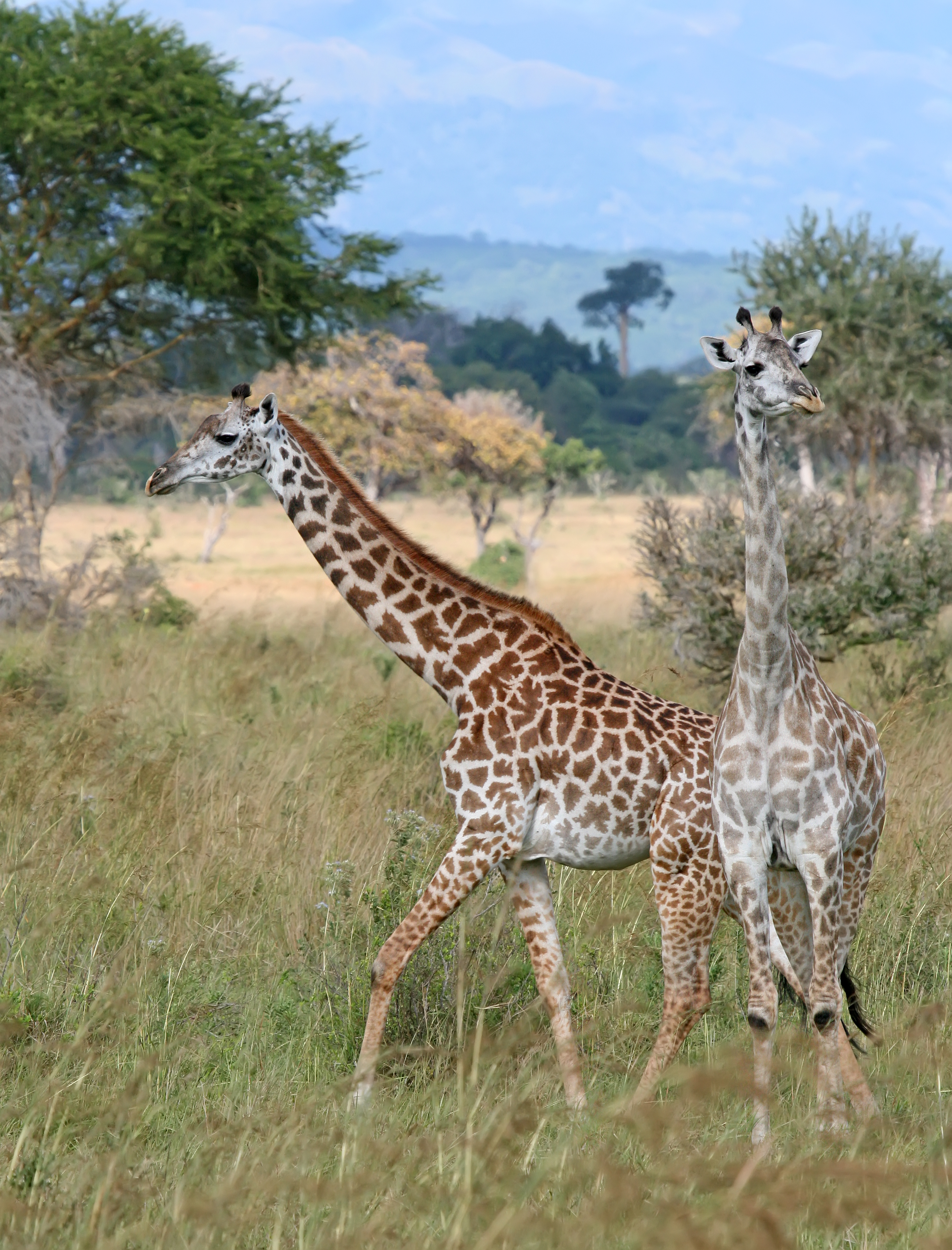
2頭のキリン